# Betsy Haslem
Betsy Haslem, ook wel Betzy Haslem ( Christiania,  22 augustus 1836 – aldaar, 29 januari 1914) was een Noors pianiste.
Henrikke Elisabeth Aubert werd geboren in het gezin van intendant Henrik Arnold Thaulow d'Aubert (een militair geslacht) en Karen Johanne Olsen. Ze huwde in 1867 kolonel Sigvart Haslem. Het huwelijk leverde twee zonen op Ivar en Sigurd.
Ze gaf van 1873 tot 1898 pianoles. De componist Christan Teilman droeg zijn To mazurkas opus 57 aan haar op.
Enkele concerten:
- januari 1876; Concert met een aantal andere artiesten voor de inhuldiging van het monument voor Henrik Wergeland
- 6 december 1879: Concertavond voor componist Christian Teilman met medewerking van Johan Edvard Hennum, Gudbrand Bøhn en Fredrik Ursin met een koor onder leiding van Bredo Lasson en het orkest van Christiania Theater onder leiding van Hennum
- 26 februari 1882: concert met Anna Smith
- 15 november 1887: concert van Grev Zichy met Eva Sars en Gustav Lange.